# مرج الزهور (إدلب)
مرج الزهور قرية سوريا تتبع ناحية مركز جسر الشغور في منطقة جسر الشغور في محافظة إدلب. بلغ عدد سكانها 1667 نسمة في عام 2004 حسب إحصاء المكتب المركزي للإحصاء.